# Lipnik (przystanek kolejowy)
Lipnik (ukr. Липник, ros. Липник) – przystanek kolejowy w miejscowości Lipnik, w rejonie lwowskim, w obwodzie lwowskim, na Ukrainie. Leży na linii Lwów – Rawa Ruska – Hrebenne.
Przed II wojną światową stacja kolejowa. Nosiła wówczas nazwę Kamionka Wołoska od nazwy okolicy szlacheckiej Kamionki Wołoskiej.